# Грош Сергій Іванович
Грош Сергій Іванович (5 грудня 1911, с. Бражинці Полонського р-ну Хмельницької області) — український художник, живописець.

## Біографія
У 20-ті роки закінчив семирічну школу в Полонному і поїхав на Донбас, у Макіївку, де влаштувався працювати в шахті. Там був організований робітфак Київського інституту пролетарського мистецтва. Серед відібраних на навчання був і С. Грош. Після закінчення робітфаку з 1934 року навчався в Київському художньому інституті на факультеті живопису.
У 1941 році Сергій Грош пішов на фронт. Після закінчення війни — повернувся до інституту, став учнем відомого художника А. Петрицького. Після закінчення інституту в 1947 році стає асистентом Петрицького, викладає в інституті. Професор з 1972 року.

## Творчість
Перші картини («Стиль» та інші) С. Гроша пов'язані з Донбасом. Малював у традиційній реалістичній манері. Основні роботи — у жанрі станкового та монументального живопису. Член Спілки художників України з 1947 року.
Намалював картини: «Олекса Довбуш» (1960), «Назустріч волі» (1964), «Море в полудень» (1977), «Сільська школа» (1980), «Золоті ворота» (1982), «Зима» (1986), «Ранок на річці Снов» (1988), «Квіткове дерево» (1990).
Картини С.Гроша зберігаються в Шевченківському національному музеї-заповіднику в Каневі, Івано-Франківському та Полтавському краєзнавчих музеях, Одеському, Чернігівському художніх музеях, багатьох приватних колекціях.

## Відзнаки
У 1968 році отримав звання Заслужений діяч мистецтв УРСР, а в 1977 р. — Заслужений діяч культури ПНР.